# Johann Georg Goldammer
Pour les articles homonymes, voir Goldammer.
Johann Georg Goldammer (né en 1949) est un ingénieur forestier allemand et professeur de sylviculture à l’Université de Fribourg-en-Brisgau.
Il est reconnu pour ses travaux sur les feux de forêts et est considéré comme un des fondateurs de l’écologie du feu allemand et européen. Il dirige le GFMC à Fribourg et intervient sur la chaîne TV ARTE.